# Чурки (Еврейская автономная область)
Чу́рки — село в Ленинском районе Еврейской автономной области, входит в Ленинское сельское поселение.

## География
Село Чурки расположено на автотрассе областного значения Биробиджан — Ленинское — Дежнёво, северо-восточнее районного центра села Ленинское.
Расстояние до районного центра села Ленинское около 16 км (через Калинино).
Расстояние до левого берега реки Амур около 12 км.

## Население
| 1924 | 1926 | 2002 | 2010 |
| ---- | ---- | ---- | ---- |
| 246  | ↘206 | ↘178 | ↘159 |

## Инфраструктура
- Сельскохозяйственные предприятия Ленинского района.